# Rare Tracks volume 2
Rare Tracks volume 2 is een muziekalbum van Rogue Element. Van Rogue Element, Jerome Ramsey en Brendan Pollard,  zijn maar twee echte muziekalbums beschikbaar, aangezien zij in de marge van de popmuziek spelen. Hun debuut Premonition was ook direct hun laatste album; echter hun als eerste opgenomen album Storm Passage kwam officieel pas in 2010 uit. Gedurende die jaren 1999-2010 zijn er allerlei werken opgenomen, die nooit een release hebben gekend, maar geschikt zijn voor liefhebbers van de elektronische muziek uit de Berlijnse school. Rare Tracks Volume 2 bevat vier titels opgenomen in de tijdspanne 2003-2010 door Rogue Element of solisten daarvan.

## Musici
Zie tracklist

## Tracklist
| Nr. | Titel                                                               | Duur  |
| --- | ------------------------------------------------------------------- | ----- |
| 1.  | Prelude 2003 (Rogue Element; opname januari 2003)                   | 25:26 |
| 2.  | Conserve the Preserve (Rogue Element met Adrian Dolente; juni 2004) | 11:36 |
| 3.  | Sequential Explorers (Pollard met Michael Daniel; februari 2009)    | 14:06 |
| 4.  | Down Tempo (Rogue Element; januari 2010)                            | 12:36 |